# (15949) Rhaeticus
(15949) Rhaeticus ist ein Asteroid des Hauptgürtels, der am 17. Januar 1998 von den österreichischen Astronomen Erich Meyer und Erwin Obermair auf ihrer Sternwarte Davidschlag (IAU-Code 540) in der Nähe von Linz in Österreich entdeckt wurde.
Der mittlere Durchmesser von (15949) Rhaeticus wurde mithilfe des Wide-Field Infrared Survey Explorers (WISE) mit 3,575 (±0,597) Kilometer berechnet, die helle Albedo mit 0,347 (±0,069) lässt auf eine silikatreiche Zusammensetzung schließen.
Das Himmelsobjekt wird der Spektral-Klasse S zugeordnet und besitzt eine Absolute Helligkeit von 14 mag.
Der Asteroid wurde nach dem Astronomen Georg Joachim Rheticus (1514–1574) benannt.